# Adolf Warchałowski
Adolf Warchałowski (ur. 22 maja 1886 w Wiedniu, zm. 22 maja 1928 tamże) – konstruktor lotniczy, polskiego pochodzenia pionier lotnictwa austriackiego.

## Życiorys
Syn Jakuba i Amalii, miał braci Karla, Józefa i Augusta. W 1909 roku ukończył studia na Wydziale Budowy Maszyn Politechniki Wiedeńskiej, gdzie uzyskał dyplom inżyniera, następnie rozpoczął pracę w firmie Werner-Pfleiderer.
W październiku 1909 roku został wysłany do fabryki Farmana w Mourmelon-le-Grand na naukę pilotażu i po odbiór samolotu dla firmy Werner-Pfleiderer. Po powrocie, 24 stycznia 1910 roku, rozpoczął próby z przywiezionym samolotem i wkrótce odbył pierwsze samodzielne loty. 6 lutego 1910 roku wykonał pierwszy w Austrii lot z pasażerem, a 17 lutego wykonał lot z pasażerem na pokładzie trwający 25 minut i 22 sekundy. W ciągu kilku następnych tygodni zdobył dwie nagrody pieniężne (ufundowane przez firmę Alfreda Abrahama Gerngroßa) za lot bez pasażera trwający 15 minut i lot z pasażerem trwający 5 minut. 1 marca wykonał kolejny rekordowy lot – utrzymał się w powietrzu godzinę i 2 minuty. 5 marca 1910 roku otrzymał kolejną nagrodę (ustanowioną przez Aeroklub Austriacki), za przelot na odległość 10 km.
22 kwietnia 1910 roku zdał egzamin i otrzymał dyplom pilota Austro-Węgier nr 1.
W dniach 5–17 maja 1910 roku uczestniczył w Budapest International Aviation Meeting – Międzynarodowym Mityngu Lotniczym w Budapeszcie. Zgłosił się do udziału jako reprezentant Polski, co było pierwszym oficjalnym zgłoszeniem Polski do udziału w międzynarodowych zawodach lotniczych. W trakcie samego mitingu występował już jako reprezentant Austrii, wykonując loty z księżną Augustą Marią Luizą i księciem Józefem Habsburgiem. Zajął czwarte miejsce w kategorii najdłuższych przelotów oraz trzecie miejsca w kategorii najdalszych przelotów, prędkości przelotu i długości startu.
18 sierpnia 1910 roku na samolocie własnej konstrukcji Warchalowski IX wykonał jako pierwszy lot nad śródmieściem Wiednia. Wykonał wtedy przelot na trasie Wiener Neustadt-Wiedeń, był to wówczas najdłuższy dystans pokonany drogą powietrzną w Austrii. Jego wyczyn został upamiętniony wybiciem okazjonalnego medalu. 18 września 1910 roku, podczas wizytacji lotniska Wiener Neustadt przez cesarza Franciszka Józefa I, ustanowił rekord Austro-Węgier uzyskując wysokość 742 m n.p.m. W październiku 1910 roku odbył szereg pokazów w Morawskiej Ostrawie, Brnie i Opawie, podczas których obserwowało go ok. 50 000 widzów.
27 grudnia 1910 roku wykonał lot z pasażerem trwający 2 godziny i 17 minut, czym ustanowił nowy austriacki rekord. Podczas tego lotu przeleciał dystans ok. 180 km. Za swe dokonania w 1910 roku otrzymał tytuł najlepszego pilota Austrii i nagrodę Grünhuta.
W dniach 1–8 października 1911 roku wystartował, na samolocie Warchalowski V, w I Austriackim Tygodniu Lotniczym. Wygrał wyścig na dystansie Wiener Neustadt–Neukirchen i z powrotem (33 km) z czasem 24 minut. Ostatniego dnia zawodów zajął drugie miejsce w konkurencji lotu z pasażerem uzyskując czas 3 godziny i 17 minut.
30 października 1911 roku na samolocie Warchalowski VII wykonał lot z trzema pasażerami, który trwał 45 minut i 46 sekund. Był to rekord świata w tej kategorii. Za swe zasługi dla austriackiego lotnictwa otrzymał w 1912 roku od Aeroklubu Austriackiego Srebrny Medal za Zasługi dla Aeroklubu.
W 1914 roku był członkiem Sportowej Komisji Hydroplanów Austriackiej Komisji Aeronautycznej. W dniach 21–28 czerwca wziął udział w Międzynarodowym Spotkaniu Lotniczym w Aspern i był to jego ostatni oficjalny występ jako pilota reprezentacji Austro-Węgier.
W latach 1910–1911 wykonał 530 lotów w czasie 135 godzin. Po zakończeniu kariery pilota pracował jako dyrektor w firmie Werner-Pfleiderer. W 1913 roku stworzył z bratem Józefem zakłady Oesterreichische Industriewerke Warchalowski, Eissler & Co AG będące rozwinięciem firmy Jakuba Warchałowskiego Maschinenfabrik J. Warchalowski. Firma braci Warchałowskich funkcjonowała do lat 80. XX wieku.
Po wybuchu I wojny światowej zgłosił się do służby w armii Austro-Węgier. Otrzymał przydział do bazy lotnictwa morskiego w Pola, gdzie prowadził szkolenie uczniów – pilotów marynarki wojennej. Od marca 1915 roku służył w Parku Lotniczym nr 7.
Adolf Warchałowski zmarł 22 maja 1928 roku w Wiedniu gdzie też został pochowany.

## Konstruktor
W latach 1910–1912 skonstruował dziesięć samolotów, będących zmodyfikowanymi wersjami płatowca Farman III, oznaczonych jako Warchalowski I-X (inna nazwa to Vindobona) oraz łódź latającą Warchalowski XI. Jego konstrukcje były wyposażone w silniki Gnome-Rhône, Daimler, Anzani oraz Heronimus. Konstruktor wprowadził w nich szereg zmian polegających na przekonstruowaniu podwozia, lotek, zmianie obrysu płata, zmianie ilości słupków rozporowych, zmianie konstrukcji kadłuba i innych. Konstruktor osobiście oblatywał swoje samoloty. Jeden egzemplarz samolotu Warchalowski IV został zakupiony przez armię Austro-Węgier.
25 lipca 1912 roku oblatany został wodnosamolot Warchalowski XI. W sierpniu oficjalna komisja Kaiserliche und Königliche Kriegsmarine przeprowadziła próby odbiorcze i przyjęła wodnosamolot do eksploatacji. Był to drugi wodnosamolot, jaki otrzymało lotnictwo morskie Austro-Węgier, został przekazany do bazy morskiej w Puli nad Morzem Adriatyckim. Wodnosamolot Warchałowskiego został zaprezentowany w maju 1912 roku podczas międzynarodowej wystawy lotniczej w Wiedniu.
Łącznie zbudowano 16 egzemplarzy samolotów konstrukcji Warchałowskiego.
W latach 1911–1913 pracował ponadto nad torpedą powietrzną sterowaną w locie za pomocą mechanicznego programatora. Następnie opracował koncepcję torpedy, gdzie mechaniczny układ sterowania został uzupełniony o żyrokompas z elektrycznymi przekaźnikami.
21 marca 1912 roku Warchałowski podał do publicznej wiadomości, że wycofuje się z działalności lotniczej w zakładach Austro-Węgierskich „Autoplan” i wspólnie z bratem założy spółkę produkującą maszyny rolnicze. W sierpniu zakład został przejęty przez Igo Etricha, produkującego samoloty dla armii Austro-Węgier.

## Upamiętnienie
Imię Adolfa Warchałowskiego zostało nadane ulicy w Łowiczu. Ulice imienia Adolfa Warchałowskiego (Warchalowskigasse) znajdują się również w Wiedniu i w Wiener Neustadt.